# Thalmassing
Thalmassing est une commune de Bavière dans l'arrondissement de Ratisbonne (district du Haut-Palatinat) en Allemagne.

## Démographie
3 293 habitants au recensement du 31 décembre 2007.

## Monuments
- Château de Neueglofsheim
- Église Saint-Nicolas

## Personnalités
- Boniface Wimmer (1809-1887)